# Liste von Kartoffelbrunnen
In dieser Liste sind Kartoffelbrunnen aufgeführt, also Brunnen im öffentlichen Raum, die die Kartoffel zum Thema haben.

## Deutschland
| Bezeichnung                | Bild           | Standort                                                       | Bundesland | Künstler | Errichtung Einweihung | Weitere Informationen |
| -------------------------- | -------------- | -------------------------------------------------------------- | ---------- | -------- | --------------------- | --- |
| Kartoffelbrunnen (Amberg)  |                | Amberg, im Innenhof zwischen Hallplatz und Spitalgraben (Lage) | Bayern     |          |                       | Der Kartoffelbrunnen soll an die Förderung der Kartoffel als Volksnahrungsmittel durch Johann Heinrich Werner (1684–1752) erinnern. (Siehe auch: ) |
| Kartoffelbrunnen (München) | weitere Bilder | München, Altstadt, Viktualienmarkt (Lage)                      | Bayern     |          | 1927                  | Siehe auch: Liste Münchner Brunnen |